# Археологическа експозиция „Антична Сердика“
Археологическа експозиция „Антична Сердика“ е археологически музей, част от Комплекс Антична Сердика. Той се намира под булевард „Княгиня Мария Луиза“ №2. Открит е официално на 17 септември 2019 г на Деня на София. 
Проучванията на обекта са осъществени между 2010 г. и 2012 г. във връзка с реконструкцията на централната градска част на София и изграждането на втората линия на метрото. Комплексът представя няколко инсули по протежение на главните улици на римския град, в които са разположени жилищата на част от градския елит. На площ от 6000 кв. м са експонирани части от шест улици, две раннохристиянски базилики, терми и пет сгради с жилищни и производствено-търговски функции. Повечето постройки имат значителни размери, снабдени са със собствена отоплителна система и баня и се отличават с богата вътрешна декорация, илюстрираща възможностите на градския елит на Сердика в периода на нейния разцвет (IV−VI век). Своеобразен акцент в комплекса е мозайката Felix, съхранена изцяло в една от сградите. От огромно значение за историята на града са останките на един от най-ранните християнски храмове  в региона − епископската базилика на Протоген, в която вероятно се е провел Сердикийският събор от 343 г., както и резиденцията на архиепископ Леонтий от края на VI век. На различни места в комплекса са експонирани части от по-ранни сгради от II−III век, представителни находки, открити при археологическото проучване, както и интересни детайли от всекидневния живот в Сердика.